# Tomas Franck

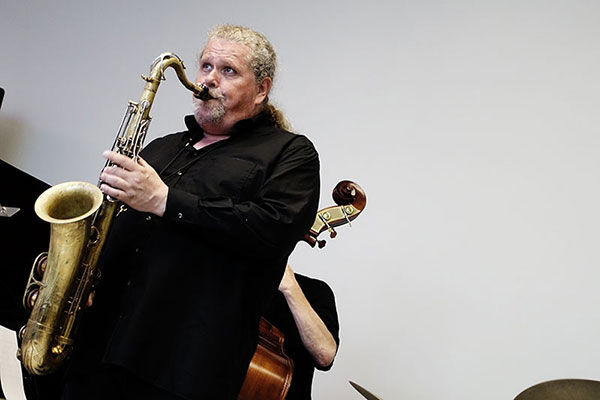
Tomas Franck (Aarhus Jazz Festival 2015)
Foto Hreinn Gudlaugsson

Tomas Franck (* 14. Oktober 1958 in Ängelholm, Helsingborg) ist ein schwedischer Tenorsaxophonist des Modern Jazz.

## Leben und Wirken
Tomas Franck lernte als Zehnjähriger Klarinette, wendete sich aber mit 15 Jahren dem Saxophon zu. Bevor er ab 1978 Musik in Malmö studierte, spielte er in einem Quartett in Helsingborg mit Lennart Nilsson, aber auch mit Dexter Gordon, Tim Hagans, Pepper Adams und Idrees Sulieman. Gemeinsam mit Håkan Broström gründete er die Band Equinox (schwedische „Jazzgruppe des Jahres“ 1984). Seit 1984 lebt er in Kopenhagen, wo er seit 1990 im Danish Radio Jazz Orchestra arbeitet, aber auch am Rytmisk Musikkonservatorium unterrichtet. 1988 spielte er im Quintett von Doug Raney sowie in der Band von Jens Winther. Im gleichen Jahr entstand auch sein erstes Album unter eigenem Namen, „Bewitched“ mit Thomas Clausen, Jesper Lundgaard und Leroy Lowe auf dem Stunt-Label. 1990 nahm er mit dem Mulgrew-Miller-Trio in New York ein zweites Album auf. Im Folgejahr erhielt er den Ben Webster Prize.

Franck, der stark von Dexter Gordon beeinflusst ist, spielte auch in der Band von Ed Thigpen und mit Frederik Villmow. Der Bassist Daniel Franck ist sein Bruder.

## Auswahldiskographie
- Bewitched (Stunt, 1988)
- Tomas Franck in New York (Criss Cross, 1990) Mulgrew Miller, Kenny Washington, Billy Drummond
- Crystal Ball (Stunt, 1994) mit Jørgen Emborg, Lennart Ginman, Jonas Johansson
- At the Circus (Stunt, 1999)
- Thomas Clausen, Tomas Franck, Jesper Lundgaard, Billy Hart Blue Rain (Stunt 2015)